# Sitticus dudkoi
Sitticus dudkoi là một loài nhện trong họ Salticidae.
Loài này thuộc chi Sitticus. Sitticus dudkoi được Dmitri Viktorovich Logunov miêu tả năm 1998.